# Едельштейн Віталій Іванович
Віталій Іванович Едельштейн (17 (29) квітня 1881, Казань — 1 серпня 1965, Москва) — радянський учений-овочівник, почесний член ВАСГНІЛ (1956), Герой Соціалістичної Праці (1961).

## Біографія

Пам'ятна табличка в Умані.

У 1902 році після закінчення Петербурзького лісового інституту, до 1907 року працював у ньому на кафедрі ботаніки.
У 1907—1913 роках — викладач Уманського землеробського училища, потім завідувач Тульської садово-городньої станції. З 1916 року — професор кафедри садівництва та городництва Московського сільськогосподарського інституту. В 1918 році при Московському сільськогосподарському інституті була заснована садово-городня станція, завідування якої було доручено ініціатору її організації — Віталію Едельштейну. У 1927—1934 роках брав участь у складанні «Технічної енциклопедії» у 26 томах під редакцією Людвіга Мартенса, автор статей з тематики «Садівництво».
Брав активну участь в організації Всеросійського науково-дослідного інституту овочівництва (ВНДІО) — нині філія Федеральної державної бюджетної наукової установи «Федеральний науковий центр овочівництва», де працював заступником директора з науки.
У 1955 році підписав «Лист трьохсот».
Його учні очолювали кафедри овочівництва та плодоовочівництва у вишах країни. Ним підготовлено тисячі агрономів, овочівників.
Автор понад 500 робіт з біології овочевих рослин, технології їх обробітку, способів одержання розсади.
За підручник «Овощеводство» (1944) йому було присуджено Сталінську премію другого ступеня (1946).

## Нагороди та звання
- Герой Соціалістичної Праці (05.05.1961)
- 3 ордени Леніна

1. 16.10.1951
2. 14.05.1956 — за плідну науково-педагогічну діяльність, у зв'язку з 70-річчям від дня народження
3. 05.05.1961 — до звання Герой Соціалістичної Праці

- орден «Знак Пошани» (06.12.1940)
- медаль «За трудову доблесть» (25.12.1952)
- інші медалі

Був почесним академіком ВАСГНІЛ, почесним доктором Університету ім. Гумбольдта у Німеччині, почесним доктором Інституту садівництва у Будапешті (Угорщина).